# Добре (Рипінський повіт)
Добре (пол. Dobre) — село в Польщі, у гміні Бжузе Рипінського повіту Куявсько-Поморського воєводства.
Населення — 357 осіб (2011).
У 1975-1998 роках село належало до Влоцлавського воєводства.

## Демографія
Демографічна структура станом на 31 березня 2011 року:
|          | Загалом | Допрацездатний вік | Працездатний вік | Постпрацездатний вік |
| -------- | ------- | ------------------ | ---------------- | -------------------- |
| Чоловіки | 173     | 33                 | 124              | 16                   |
| Жінки    | 184     | 39                 | 106              | 39                   |
| Разом    | 357     | 72                 | 230              | 55                   |